# Aforia serranoi
Aforia serranoi is een slakkensoort uit de familie van de Cochlespiridae. De wetenschappelijke naam van de soort is voor het eerst geldig gepubliceerd in 2014 door Gofas, Kantor en Luque.